# Bambusa kingiana
Bambusa kingiana är en gräsart som beskrevs av James Sykes Gamble. Bambusa kingiana ingår i släktet Bambusa och familjen gräs. Inga underarter finns listade i Catalogue of Life.